# Internetadó
Az internetadó olyan adónem, amelyet célzottan az internetszolgáltatásra vagy annak igénybevételére vetnek ki. Nem tartozik tehát az internetadó fogalmába az olyan adó, amely a gazdasági tevékenységet általában terheli, és az internetszolgáltatásra az egyéb üzleti tevékenységekez hasonlóan vonatkozik (például az internetszolgáltatást terhelő általános forgalmi adó).

## Internetadó Magyarországon
Magyarországon két kísérlet történt az internetadó bevezetésére: először 2008-ban, a második Gyurcsány-kormány idején, másodszor pedig 2014-ben, a harmadik Orbán-kormány alatt.

### A 2008-as javaslat

#### Tartalma
A 2008-ban bevezetni tervezett internetadó az 1993-ban megalapított Nemzeti Kulturális Alap (NKA) finanszírozását szolgáló „kulturális járulék” kiterjesztése lett volna. Ebbe az alapba került volna be az adathordozókra (üres CD lemez, magnókazetta, stb.) kivetett járulék, amelynek összege azonban az internetes letöltések miatt évek óta csökkent. A kulturális tárca javaslata szerint ezért a már kevésbé népszerű adathordozók járulékát megszüntették volna, cserébe viszont 0,8%-os adó ill. járulék terhelte volna az internetszolgáltatást és a mobiltartalom-szolgáltatást.
Az NKA a kihagyott termékek miatt mintegy 600 millió forintos bevételkiesésre számított, ugyanakkor az internethozzáférés-szolgáltatás, a mobil-adatátviteli, valamint a formatervezési tevékenységből 2,5–3 milliárd forint plusz bevételt várt. Az internetadóból származó bevételből mintegy 300 millió forintot a digitális szakadékot csökkentő programok támogatására szántak.

#### Fogadtatása
A második Gyurcsány-kormány Oktatási és Kulturális Minisztériuma által javasolt 0,8%-os járulékot, illetve az adóalapot csökkenteni kívánó javaslatokat az Országgyűlés kulturális és sajtóbizottsága nem fogadta el. A tehercsökkentő indítványok között szerepelt a kulcs csökkentése 0,7%-ra, illetve a megadóztatott internetszolgáltatók körének leszűkítése a pornográf szolgáltatást végzőkre. Ez azonban technikailag kivitelezhetetlen, mivel a felhasználón múlik, hogy milyen tartalmak megtekintésére használja a szolgáltatást.
A Parlament gazdasági és informatikai bizottságának informatikai és távközlési albizottsága is az internetadóval szemben foglalt állást. Az internetadóról a kormánynak sem volt egységes álláspontja: a kulturális tárcával szemben a Gazdasági és Közlekedési Minisztérium ellenezte a javaslatot. Az akkor ellenzékben lévő Fidesz az adó visszavonására szólította fel a kormányt.

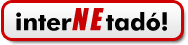
A tiltakozó mozgalom logója

Az internetadó lehetősége általános visszatetszést keltett az informatikai szervezetek és az internetes közösség körében. 2008. április 25-én a civil tiltakozó kampányt követve a két legnagyobb magyar hírportál, az Origo és az Index is kitette nyitóoldalára az „interNEtadó” gombot.
Az internetadót végül nem vezették be, és idővel megszűnt a kulturális járulék is. Helyette a Nemzeti Kulturális Alap forrását 2010. január 1-től az ötöslottó nevű szerencsejáték játékadójának 90 százaléka képezte.

### A 2014-es javaslat

#### Tartalma
Varga Mihály nemzetgazdasági miniszter 2014. október 21-én bejelentette, hogy a kormány minden megkezdett gigabyte-nyi elektronikus adatforgalom után 150 forint mértékű adó kivetését indítványozza 2015-től. Az adót az internetszolgáltatókra vetnék ki, de közvetve a megrendelők fizetnék. Az állam 20 milliárdos bevételt várt az adótól, azonban egyes számítások szerint ebben a formában a bevétel a 200 milliárdot is meghaladhatta volna. Az internetadó bevezetésére a kormány törvényjavaslatot (formálisan a Nemzeti Adó - és Vámhivatalról szóló 2010. évi CXXII. törvény módosításáról szóló javaslatot) terjesztett be az Országgyűlésben, mely nem önálló internetadó bevezetését, hanem a távközlési adó kiterjesztését tartalmazza.
2014. október 27-én Varga Mihály bejelentette, hogy elfogadják a Fidesz javaslatát, amely megszabja a kivethető legmagasabb adó mértékét. A Rogán Antal által jegyzett módosító indítvány szerint az internet-szolgáltatás utáni adó magánszemély előfizető esetén 700 Ft/hó/előfizetés, nem magánszemély előfizető esetén 5000 Ft/hó/előfizetés összegnél nem lehetne több. A 150 Ft/megkezdett gigabyte mérték változatlan maradt az indítványban, mely azt is tartalmazta, hogy az adó alanya a szolgáltató, és nem az előfizető. Ezt a javaslatot november elején visszavonták. Az MSZP-s Tóth Bertalan és Burány Sándor, valamint külön javaslatban Szelényi Zsuzsanna, az Együtt-PM képviselője a javaslat eltörléséről adott be módosító indítványt. A Jobbik négy képviselője közösen két módosító indítványt is benyújtott. Az egyiket az internetadó eltörlésére, a másikat pedig arra az esetre, ha az internetadó megmaradna. Ebben az adó mértékét havonta 500 forintban határozták meg, amely háztartásonként csak egy előfizetésre vonatkozna. A befolyt összeg jelentős részét a széles sávú internet kiterjesztésére irányuló programra használnák fel, amely mellé az Európai Unió is ad forrást. A javaslatokról november 18-án dönthet az Országgyűlés.
2014. október 31-én Orbán Viktor miniszterelnök a Kossuth Rádió 180 perc című műsorában adott interjújában bejelentette, hogy az internetadó a jelenlegi formájában nem vezethető be, valamint 2015 január közepétől nemzeti konzultációt terveznek indítani a témában.
A Parlament Gazdasági bizottsága 2014. november 5-én a részletes vitát lezáró módosító javaslatot elfogadva az adótörvény módosításából elhagyta a távközlési adó internet-szolgáltatásra való kiterjesztésére vonatkozó rendelkezéseket. A 2014. november 18-án megszavazott adótörvénycsomag nem tartalmazta az internetszolgáltatást terhelő adót.

#### Fogadtatása

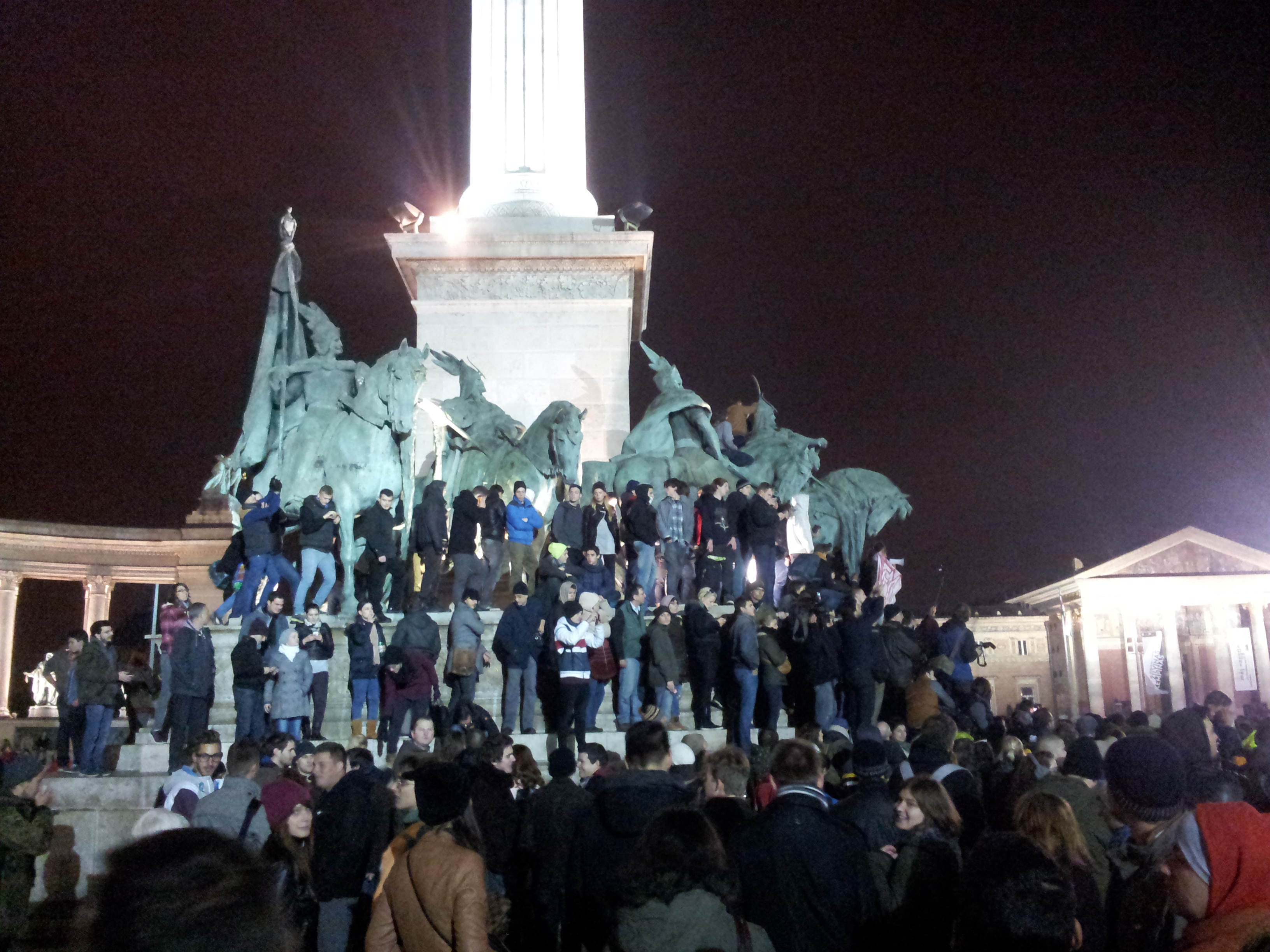
Az internetadó elleni október 26-i tüntetés

A bejelentés azonnali tiltakozási hullámot váltott ki mind a szolgáltatók, mind pedig a felhasználók részéről. A Facebookon létrejött Százezren az internetadó ellen közösség oldalt október 22-én a déli órákig közel 90 ezren kedvelték, ezzel is nemtetszésüket kifejezve a tervezett adónem ellen.
A civilek mellett az internetszolgáltatók és az őket tömörítő szervezetek is felszólaltak a kormány lépése ellen. Varga Mihály október 24-én egyeztetett az iparág képviselőivel, akik aggályaikat fejezték ki. Október 26-án, majd 28-án tüntetést tartottak Budapesten az új adó ellen - az utóbbi a Fidesz 2010-es hatalomra kerülése óta a legnagyobb ellenzéki tüntetés volt.
Az Európai Bizottság digitális ügyekért felelős tárcájának szóvivője Ryan Heath, valamint Neelie Kroes, a digitális piacot felügyelő európai biztos is bírálta a javaslatot.
Számos közszereplő, így például Mellár Tamás közgazdász, korábbi fideszes politikus is vélelmezte, hogy az internetadó valódi célja a szólásszabadság korlátozása az internetszolgáltatók kormánytól való függésének a fokozásával.

## Internetadó más országokban
Az Európai Unió tagállamaiban nincs internetadó.
Az Amerikai Egyesült Államok 10 államában (Hawaii, New Hampshire, Új-Mexikó, Észak-Dakota, Ohio, Dél-Dakota, Tennessee, Texas, Washington és Wisconsin) az internetszolgáltatókat adóztatják meg, például Texasban a havi díj 25 dollár feletti része után kell adót fizetni. Az 1998-as Internet Tax Freedom Act (ITFA) törvény az előbbieken kívül tiltja az internet-hozzáférés, az adatmennyiség, valamint a sávszélesség alapján történő adóztatást. A törvény hatályossága 2014. november 1-én ért volna véget, az amerikai törvényhozás 2014 szeptemberében 2014. december 11-ig hosszabbította azt meg az eredetileg tervezett határozatlan idő helyett. A Wall Street Journal szerint ezzel a novemberi választás után megnyílik a lehetőség az internetadó szélesebb körű bevezetésére.